# Josef Hartel
Josef Hartel (7. listopadu 1843 Lichnov – 27. května 1914 Krnov) byl krnovský stavitel a architekt.

## Život
Josef Hartel pochází z rodiny zedníka Josefa Hartela a jeho ženy Josefy rozené Weissové. Řadil se po bok významných stavitelů Krnova jako byl Ernst Latzel (1844 – 1910) a Eduarda Franka (1841–1906). Jako majitel stavební firmy pracoval více na zakázkách jiných architektů, sám se začal prosazovat až ke konci 19. století. Jeho prvotní práce se vyznačovaly bohatým tvaroslovím vycházející z historizujících slohů klasicismu, renezance a baroka. Později navrhoval projekty v secesním slohu (geometrická secese) až po romantizující dekorativizmus.
Pohřben je na krnovském hřbitově.

## Dílo (výběr)
- 1875 – 1877 Vyšší reálka (gymnázium, Smetanův okruh 2, Horní předměstí 19). Novorenesanční budova školy se nachází na místě původního zemského domu, stavbě uvolnily místo i části Švédské zdi, knížecí konírny a palírna. Projekt byl vypracován už v roce 1875, stavitel Josef Hartel, průčelí od Ernsta Latzela.[6]
- 1888 – 1889 Továrna Franz Hoffmann (Československé armády 45) později Spojené továrny vlněného zboží, a.s. byla postupně zastavována provozními objekty. Mezi prvními byla postavena Josefem Hartelem budova přádelny. Další modernizace a zástavba proběhla v roce 1937 firmou Koch & Co.

- 1890 Továrna na vlněné zboží Karl Ehlotzky (Československé armády 39) postavená na půdorysu U. Hlavní budova byla třípodlažní s dřevěnými stropy a sedlovou střechou. Uprostřed byla strojovna parního stroje, kotelna a komín. Naproti hlavní budovy byla barevna a prádelna.[7][8]

- 1890 Vila V. Riedla (Československé armády 39).

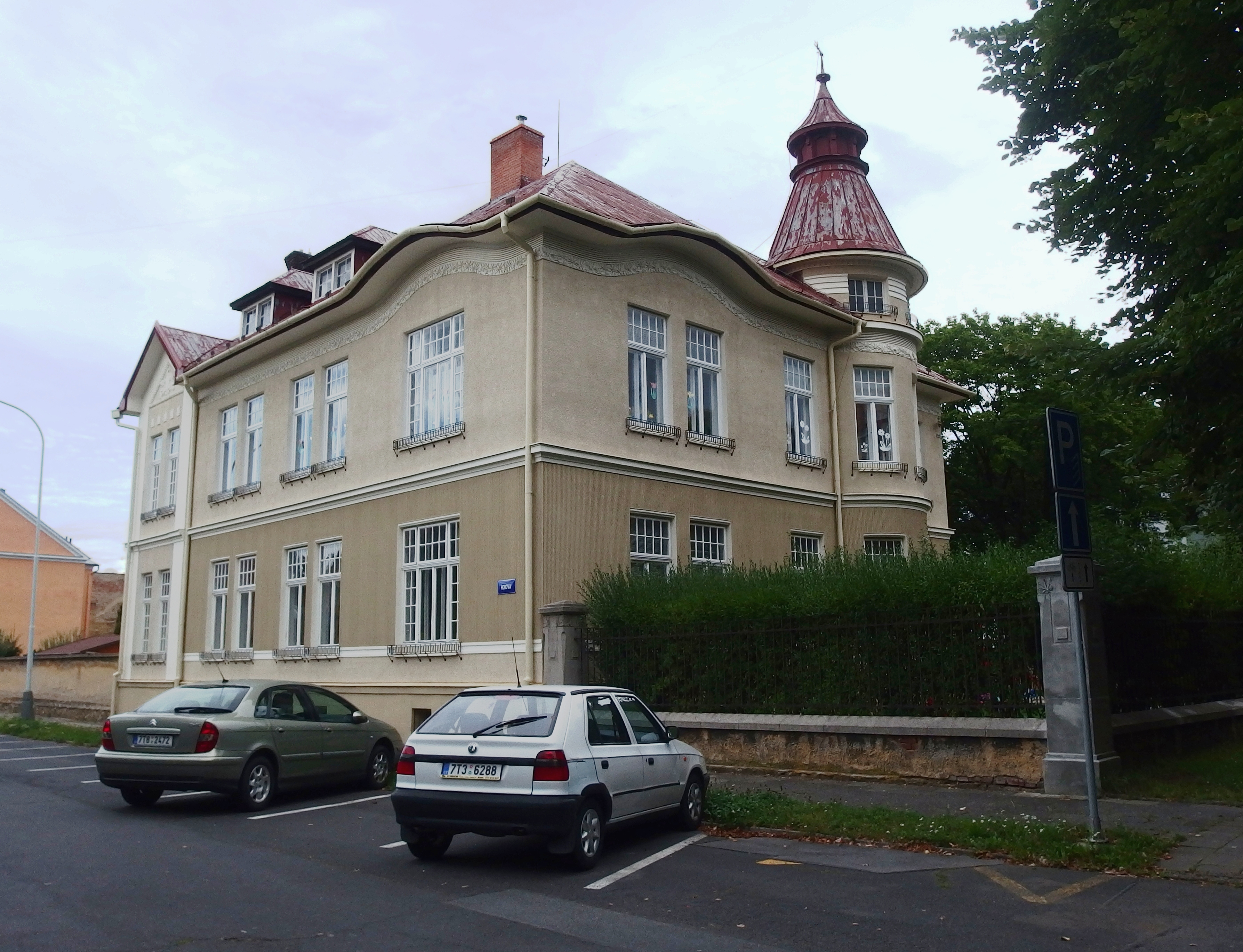
Krnov, dům E. Lindnera

- 1888 Vila Gustava Kandlera (Československé armády 52/842), pro majitele velkého parního mlýna Gustava Kandlera vytvořil plán a postavil kolem roku 1888 výstavnou vilu v novorenesančním slohu. Fasáda zdobena středové rizality, bosáž a korunní římsy. Vstup je řešen sloupovým portikem, terasou v patře se zaklenutými okny s karyatidami a barokizující kopulí. Ve středu domu byla umístěna schodišťová hala s horním osvětlením. V roce 1907 upravil především vnitřní prostory Leopold Bauer.[9] Na žádost majitele vily byly původní plány stavitelem J. Hartelem zjednodušeny. Z původního interiéru navrženého Bauerem zůstal biedermeierovský nábytek. V roce 1911 J. Hartel provedl přístavbu zadního traktu vily a průčelí doplnil řadou novobarokních doplňků.[10]
- 1894 Vila F. Kurze (Smetanův okruh 3) zbořeno.
- 1895 vlastní vila (K. Čapka 2).
- 1905 Vila M. Glatterové (Říční okruh 20).

- 1912 – 1913 Vila Eugena Lindnera (Mikulášská 8) Jednopatrový dům, v průčelí věž s jehlancovou střechou s lucernou. Pod vysazenou korunní římsou valbové střechy je vlys s rostlinným dekorem. V současné době zde sídlí mateřská školka.[11] Dům je kulturní památkou ČR.[12]